# Guus Mollee
Guus Mollee, född 23 februari 2002 i Amsterdam, är en nederländsk roddare.

## Karriär
I augusti 2022 vid EM i München var Mollee en del av Nederländernas lag som tog silver i åtta med styrman. Följande månad var han även en del av det nederländska laget som tog silver vid VM i Račice.
I maj 2023 vid EM i Bled tog Mollee silver tillsammans med Nelson Ritsema, Olav Molenaar och Gert-Jan van Doorn i fyra utan styrman. I september 2023 vid VM i Belgrad var han en del av Nederländernas lag som tog silver i åtta med styrman.